# Контрада Бјанкари (Верона)
Контрада Бјанкари је насеље у Италији у округу Верона, региону Венето.
Према процени из 2011. у насељу је живело 7 становника. Насеље се налази на надморској висини од 1082 м.